# Krisna stramineus
Krisna stramineus är en insektsart som beskrevs av Walker 1851. Krisna stramineus ingår i släktet Krisna och familjen dvärgstritar. Inga underarter finns listade i Catalogue of Life.